# Aurelio Arturo
Aurelio Arturo Martínez (* 22. Februar 1906 in La Unión, Kolumbien; † 24. November 1974 in Bogotá) war ein kolumbianischer Schriftsteller und Lyriker.
Arturo, der in der Abgeschiedenheit der Provinz aufwuchs, studierte Rechtswissenschaft an der Universidad Externado de Colombia. Als Jurist übernahm er hohe politische Ämter in Kolumbien; auch war er als Journalist tätig. Sein bekanntestes Werk ist sein episches Gedicht Morada al Sur, das den Einfluss von Saint-John Perse zeigt. Seine Lyrik zeichnet sich durch kontemplative Naturverbundenheit, einen nostalgischen Ton und hohe Musikalität aus. Die Elemente der Vegetation führen ihr Eigenleben und stehen zueinander in enger Verbindung. 1963 gewann Arturo den Premio Nacional de Poesía Guillermo Valencia; im Jahr seines Todes erhielt er den Ehrendoktortitel der Universität von Nariño.